# Horloge biologique
Horloge biologique es una película cómica canadiense dirigida por Ricardo Trogi y estrenada en 2005.

## Sinopsis
La historia sigue a tres hombres de unos treinta años que intentan tener su primer hijo.

## Recepción crítica
En diciembre de 2005, fue incluido en la lista anual Top Ten de Canadá de las mejores películas del año del Festival Internacional de Cine de Toronto.